# Nathalia Melo-Wilson
Nathalia Melo-Wilson (Porto Alegre, Río Grande del Sur; 19 de enero de 1984), nacida como Nathalia Melo Moreira, es una competidora de fitness y de figura, modelo de fitness y entrenadora personal estadounidense de origen brasileño.

## Carrera
Nathalia Melo-Wilson nació en la ciudad de Porto Alegre, en el estado brasileño de Río Grande del Sur. Es de ascendencia italo-brasileña. Melo se trasladó a los Estados Unidos en 2004 y compitió en eventos locales de la NPC, comenzando con la Copa Ft. Lauderdale 2009, donde ganó el Bikini Overall. Obtuvo su tarjeta profesional de la IFBB en 2010, el año en que la IFBB reconoció oficialmente la categoría de competición de bikini.